# Liste des maires de Castillon-la-Bataille
 (mars 2025).
Pour un article plus général, voir Castillon-la-Bataille.

## XIVesiècle
- Garin de Layla (1359)

## XVesiècle
- Costou (1438)
- Gival de Visonne (1459)

## XVIesiècle
- Boisset (1556)
- Larquey (1565)
- Jay (1587)
- Trapeau (1591)
- Boissat (1592)
- Jay (1598)
- Videau (1599)
- Taupier (1600)

## XVIIesiècle
- Jacques de Sainte-Grâce (1603)
- Simphorien Brun (1605)
- Jean Tibault (1608)
- Louis Boissat (1610)
- Joseph Trapaud, notaire royal (1611)
- Lafaye (1615)
- Cardinal (1617)
- Benjamin Ballard (1619)
- Isaac de Lafaye, notaire (1621)
- Jean Queyssat (1623)
- Jean Duville, avocat (1625)
- Jean Cauley (1626)
- Jean de Lasaphe (1627)
- Pierre Darles (1629)
- Gabriel Desseiguier (1631)
- Joseph Penaud (1633)
- Etienne Héricé (1635)
- Jean Lasaphe (1637)
- Gabriel Desseiguier (1639)
- Jean Lasaphe (1642)
- Pierre Dumons (1643)
- Joseph Penaud (1645)
- Pierre Cauley (1647)
- Guilhon de Lagame (1649)
- Pierre du Rocher, notaire
- Pierre Cauley (1655)
- Jean Dumons (1659)
- Guilhon de Laganne (1660)
- Jean Dumons (1661)
- Pierre Cauley (1663)
- Jean Dumons (1665)
- Pierre Cauley (1670)
- Pierre Tranchard (1672)
- Jean Dumons (1674-1676)
- Pierre Cauley (1678)
- Jean Dumons (1680)
- Jean Dumons (1682)
- Jean Simonnet (1684)
- Julien de Sérézac, sieur des Combes (1686)
- Joseph Battard (1688)
- Noël de Sérézac, sieur des Combes (1690)
- Jean Vincens (1692)
- Jean Simonnet (1700)

## XVIIIesiècle
- Noël de Sérézac, Sieur des Combes (1702)
- Jean Vincent, lieutenant de maire (1703)
- Jean Vareilhe, avocat, maire perpétuel, mort en 1718 (1704)
- Jean Souchet (1732)
- Jean Vincens (1740)
- De Sérézac (1742)
- Jean Vincens (1744)
- Pierre Trapaud de Mangot (1748)
- Jean Veyrines (1751)
- Jean Aymen (1753)
- Pierre Trapaud (1755)
- Jean Veyrines (1760)
- Louis Dupouget (1762)
- Jean Lassime (1765)
- Jean Vincens (1768)
- Louis Dupouget (1771)
- Simon Pierre (1773)
- Jean Jacques de Lavaich, fils (1782)
- Jay (1791)
- Simon Aymen (1792)
- Grenouilleau (1793)
- Damade (1794)
- Loyer (1795)
- Taleret (1796)
- Roy (1797)
- Omer Aymen (1798)
- Marcon (1799)

## XIXesiècle
- Jean Battut (1818)
- Simon Aymen (1820)
- Jean Héricé (1822)
- Pierre Germé (1834)
- Jean Héricé (1837-1844)
- ? (1848)
- Louis Aymen (1850, 1855, 1860, 1865, 1871)
- Etienne Desfarges (1872)
- Henri Ducarpe (1874)
- Léon Gagnard (1876)
- Louis Aymen (1877)
- Léon Gagnard (1878, 1882, 1888, 1896, 1900)

## XXesiècle
- Léon Gagnard (1904)
- Louis Petit (1908)
- Louis Petit (1912)
- Jean Sablous (1919)
- Alfred Bustaret (1922)
- Dominique Arnaud (1925)
- Dominique Arnaud (1929)
- Adrien Gergouil (1932)
- Adrien Gergouil (1935)
- Adrien Gergouil (1938)
- Pierre Orus (1941)
- Marceau Ourtigues (1944)
- Jacques Boyer Andrivet (1971) (Républicains indépendants)
- Marcel Jouanno (1977) (Parti socialiste)
- M.......   Jouanno (1989) (Parti socialiste)
- Michel Jouanno (1995) (Parti socialiste)

## XXIesiècle
- Michel Jouanno (2001) (Parti socialiste)
- Michel Holmière (2008) (UMP)
- Jacques Breillat (2014)
- Jacques Breillat (2020)

## Compléments

### Sources
La liste des maires de 1359 à 1844 est extraite du livre de R. Guinodie : Histoire de Libourne et des autres villes et bourgs de son arrondissement (tome III), sauf les maires de 1626 (Jean Cauley) et 1556 (Boisset) qui ont été trouvés sur des actes notariés.